# George P. Cosmatos
George Pan Cosmatos, född 4 januari 1941 i Florens, Toscana, död 19 april 2005 i Victoria, British Columbia, var en grekisk-italiensk filmregissör.
Cosmatos läste filmkunskap i London och arbetade som regiassistent på Otto Premingers Exodus (1960). Han regidebuterade 1970 med The Beloved med Raquel Welch i huvudrollen. Därefter hade han framgång med den italienska filmen Den stora massakern (1973) med Richard Burton och Marcello Mastroianni. Efter det regisserade han den internationella filmen På andra sidan bron (1976) med bland andra Ingrid Thulin, Ava Gardner och Sophia Loren, och den brittiska Flykten till Athena (1979) med bland andra Roger Moore och Telly Savalas, innan han åkte till Amerika för att göra den kanadensiska filmen Av okänt ursprung (1983). Därefter gjorde han en rad storfilmer, såsom Rambo – First Blood II (1985), Cobra (1986) och Leviathan (1989). Under 1990-talet regisserade han två filmer, Tombstone (1993) och Shadow Conspiracy (1997).
Cosmatos var gift med den svenska konstnären Birgitta Ljungberg-Cosmatos (1941–1997) som han träffade i London då de båda var 17 år. Han själv avled i lungcancer i Victoria i Kanada den 19 april 2005. 